# Harpella
Harpella é um gênero de traça pertencente à família Agonoxenidae.